# Затерландский фризский язык
Затерландский фризский язык — диалект восточнофризского языка, одного из фризских языков, на котором говорят в немецком городе Затерланде. Иногда также считается диалектом фризского языка, однако он не является взаимопонимаемым с западнофризским языком, на котором говорят во Фрисландии (см. Проблема «язык или диалект»). Также затерландский фризский язык имеет свой языковой код ISO, отличный от кода фризского языка. Затерландский фризский язык является последним живым диалектом восточнофризского языка, некогда широко распространённого на северо-западе современной Германии.
Количество говорящих на затерландском фризском языке оценивается в две-пять тысяч носителей (из десяти тысяч жителей города Затерланда).

## Количество носителей
На сегодняшний день оценка количества носителей языка варьируется: сейчас, при населении города Затерланд, насчитывающим около 13 000 человек, на затерландском фризском языке говорит около 2 250 человек; родным он является только для половины из них. Большинство носителей языка принадлежит к старшему поколению. Таким образом, затерландский фризский язык в настоящее время находится под серьёзной угрозой вымирания. Однако, по некоторым данным, статус языка может улучшиться, поскольку количество представителей молодого поколения, говорящих на языке, растёт, и некоторые родители в общении с детьми используют именно затерландский.

## Диалекты
Выделяют три взаимно понятных диалекта, соответствующих трём районам города Затерланд: рамслоский диалект (от района Рамсло: нем. Ramsloh, зат. Roomelse ), шаррелский диалект (от района Шаррел: нем. Scharrel, зат. Schäddel) и штрюклингский диалект (от района Штрюклинген: нем. Strücklingen, зат. Strukelje). В основе литературной нормы затерландского фризского языка лежит рамслоский диалект.

## Статус
Основные усилия для сохранения языка применяет так называемый Затерландский альянс (Seelter Buund).
Наряду с северофризским и пятью другими языками, затерландский фризский был закреплен Германией в Европейской хартии региональных языков в 1998 году.
С начала XIX века затерландский фризский язык привлекает все большее количество лингвистов. В XX веке было создано небольшое количество литературы на языке. Также на затерландский фризский был переведён Новый Завет.

## Попытки сохранения языка
По сравнению с количеством детских книг на немецком языке, количество оных на затерландском фризском очень мало. Маргарета Гроссер перевела множество детской литературы с немецкого на затерландский.
Как часть движения за сохранение языка можно также отметить создание приложения "Kleine Saterfriesen" (Маленькие затерландцы). Согласно описанию, целью приложения является обучение детей языку в игровой форме: в нём дети изучают лексику разной тематической направленности, например, «супермаркет», «ферма», «церковь» и т. д. Согласно статистике Google Play, с момента выхода в декабре 2016 года, приложение было скачано 100-500 раз.

## В СМИ

### Газета
Nordwest-Zeitung, местное немецкое еженедельное издание с офисом в Ольденбурге, периодически публикует статьи на затерландском фризском. Статьи также доступны на веб-странице газеты, под заголовком Seeltersk.

### Радио
В 2000-х годах местная радиостанция Ems-Vechte-Welle транслировала двухчасовую передачу на затерландском фризском и нижненемецком, под названием Middeeges. Программа была в эфире каждое воскресенье с 11 до 13 часов. Первый час программы обычно отводился для затерландского фризского. Программа в основном составлена из репортажей о местных проблемах, перемежаемых музыкой. Доступ к прямым трансляциям радиостанции также можно получить на сайте.